# Nerwiakowłókniak

Nerwiakowłókniak – obraz histologiczny uzyskany po biopsji guza

Nerwiakowłókniak (łac. neurofibroma, ang. neurofibroma) – guzek lub guz o charakterze nowotworu łagodnego, wywodzący się z komórek Schwanna. Zwykle mnogi, powstaje z osłonek nerwów skóry całego ciała, a także unerwiających narządy wewnętrzne i z nerwów czaszkowych. Nerwiakowłókniaki mogą ulegać transformacji złośliwej. Guzy te stanowią część obrazu klinicznego fakomatoz: choroby Recklinghausena, czyli nerwiakowłókniakowatości typu 1, i nerwiakowłókniakowatości typu 2.
Wyróżniamy kilka typów nerwiakowłókniaków:
- skórne (neurofibromata cutanea) – mają postać miękkich, uszypułowanych, cielistej barwy guzków;
- podskórne (neurofibromata subcutanea) – są to owalne, twarde guzki lub guzy rosnące pod powierzchnią skóry, dobrze odgraniczone od okolicznych tkanek, ale nieotorebkowane;
- splotowate (neurofibromata plexiforme) – rosną w tkance podskórnej. Skóra nad nimi jest nadmiernie przebarwiona, guz rosnąc może zajmować rozległe obszary tkanek i powodować powiększenie się części ciała, np. całej kończyny.

## Obraz histologiczny
Mikroskopowo nerwiakowłókniak składa się ze składników obwodowych pni nerwowych: neurytów, komórek Schwanna, fibroblastów oraz śluzowatego i zdezorganizowanego podścieliska.